# 湯浅警察署
湯浅警察署（ゆあさけいさつしょ）は、かつて存在した和歌山県警察が管轄していた警察署の一つである。
識別章所属表示はWYであった。

## 管轄区域
- 有田郡湯浅町、広川町、有田川町（旧吉備町・金屋町・清水町）

## 沿革
- 2006年1月1日：吉備町、金屋町、清水町の3町が合併し、有田川町となったため、管轄区域市町村数が、5町から、3町になった。
- 2022年4月1日：有田警察署と統合し、有田湯浅警察署が発足。旧有田警察署を有田湯浅警察署有田分庁舎と改称。

## 交番
（ ）の中は所在地
- 湯浅駅前交番（湯浅町湯浅）
- 吉備交番（有田川町天満）
- 金屋交番（有田川町金屋）

## 警察官駐在所
（ ）の中は所在地
- 広警察官駐在所（広川町広）
- 上中野警察官駐在所（広川町上中野）
- 長田警察官駐在所（有田川町長田）
- 吉田警察官駐在所（有田川町小川）
- 粟生警察官駐在所（有田川町粟生）
- 二川警察官駐在所（有田川町二川）
- 清水警察官駐在所（有田川町清水）